# Adere
Adere (ou Ader) est un village du Cameroun situé dans le département du Donga-Mantung et la Région du Nord-Ouest, à la frontière avec le Nigeria, en pays Mfumte. Il fait partie de la commune de Nwa.

## Population
Lors du recensement de 2005, 1 869 habitants,dont 909 hommes et 960 femmes, y ont été dénombrés. Ceux-ci sont répartis dans les quartiers de Bugo, Bankem, Bangang et Bang.
C'est l'une des rares localités où on parle le dzodinka, une langue bantoïde méridionale des Grassfields. La majorité des habitants font partie du clan Mfumte. 

## Agriculture et élevage
L'agriculture est importante à Adere. Parmi les plantes cultivées, on trouve du maïs, des plantains, bambara groundnuts, Lima beans, pigeon pea,groundnuts, des bananes, du sorgho, des fèves, du soya, du manioc, des pommes de terre, du taro, des palmiers à huile, des papayes cocoa, Coffee, et des oranges. 
L'élevage est peu développé à Adere. Cependant, dans toute la commune, on élève des chèvres, des moutons, des porcs, des cochons d'Inde, des poules et des lapins. 

## Éducation
II y a une école maternelle et trois écoles primaires publiques à Adere .

### Maternelle
GNS Adere a été fondée en 2010. Pendant l'été de 2011 (moment où les données ont été collectées), celle-ci comptait 15 élèves et un enseignant contractuel. L'école ne possédait pas d'équipement de salle de classe. L'unique bâtiment de l'école est en mauvais état. Il n'y a pas de latrines à GNS Adere, mais une association parents-enseignants existe. 

### Primaire

#### GS Bankem
Cette école, fondée en 2003/2004, comptait, pendant l'été de 2011, 300 étudiants, quatre maître-parents et un fonctionnaire. 35 table-bancs formaient les seuls équipements de salle de classe. Deux des bâtiments de l'école sont en bon état, et les quatre autres sont en mauvais état. L'école possède des latrines, et une association parent-enseignants existe.

#### GS Bangang
Cette école, où étudiaient 220 enfants, et où travaillaient trois parent-professeurs, un enseignant contractuel et un fonctionnaire pendant l'été 2011, a été fondée en 2003. Douze table-bancs formaient les seuls équipements de salle de classe. Les trois bâtiments de l'école sont en mauvais état. L'école ne possède pas de latrines. Une association parents-enseignants existe.

#### GS Adere
Fondée en 1975, cette école d'Adere comptait 380 étudiants, encadrés par quatre maître-parents et deux fonctionnaires, pendant l'été de 2011. 21 table-bancs formaient les équipements de salle de classe de celle-ci. Quatre bâtiments de l'école sont en état moyen, et un est en mauvais état. L'école possède des latrines et une association parents-enseignants existe.

## Santé
Il n'y a pas de centre de santé à Adere.

## Eau et ressources énergétiques
Il n'y a pas de source d'eau potable sanitaire à Adere. Les habitants du village doivent donc s'approvisionner à des points d'eau qui pourraient contenir des pathogènes et autres produits nocifs pour la santé.
Adere, comme tous les autres villages de la commune de Nwa, n'est pas électrifié.

## Commerce
Il n'y a pas de marché à Adere.

## Ressources minières
D'importants indices de minerai de fer, ainsi que des composés contenant des métaux précieux tels que de l'or, du nickel, du cobalt et de l'étain, ont été trouvés dans les environs d'Adere. Par contre, aucune tentative de prospection n'a eu lieu.

## Transports
Adere est connecté à une route rurale, mais est très éloigné des autres villages de Nwa. De plus, la route est en très mauvais état. En effet, aucune route dans la commune de Nwa est pavée, et elles sont d'habitude uniquement accessible par des véhicules tout-terrains, même pendant la saison sèche.

## Travaux publics et développements futurs
Selon le Plan de Développement Communal du Conseil de Nwa, écrit dans l'optique de faire du Cameroun une économie émergente en 2035, on prévoit la complétion des projets suivants à Adere : 
- construire une centrale hydroélectrique qui desservira toute la commune sur la rivière Donga ;
- construire un système d'approvisionnement en eau de Adere ;
- construire un centre de santé ;
- construire un marché ;
- construire un centre communautaire ;
- créer et construire l'école secondaire GSS Adere ;
- donner des bourses (350 000 francs CFA  par année pour cinq étudiants) pour que des étudiants pauvres puissent continuer leur éducation secondaire ;
- ouvrir la route entre Adere et Kom ;
- construire un pont sur la rivière Magui sur la route entre Adere et Kom ;
- asphalter les portions les plus à pic sur la route entre Adere et Mbepji ;
- créer trois pépinières de 4 500 plants chacune (une d'acajou, une d'iroko et une de palmier à huile amélioré).